# Ídolo de Shigir

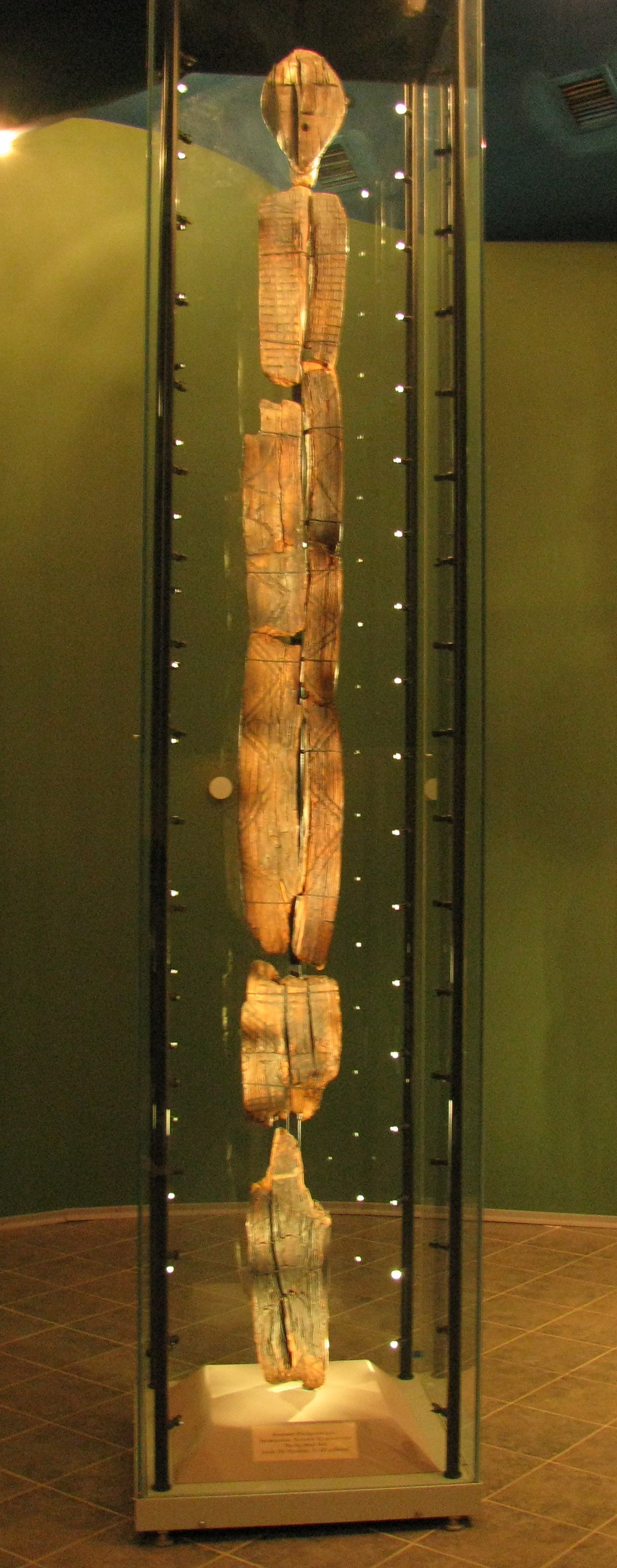
Escultura em madeira datada de 11.500 anos atrás pode ter mais de 5 m de altura

Ídolo de Shigir (em russo:  Шигирский идол), é uma escultura de madeira mais antiga conhecida no mundo, feita durante o período mesolítico, logo após o final da última Era do Gelo. A madeira da qual foi esculpida tem aproximadamente 11.500 anos. É exibido no Sverdlovsk Regional Museum of Local Lore em Ecaterimburgo, Rússia.

## Descoberta
A escultura foi descoberta em 24 de janeiro de 1894 a uma profundidade de 4 metros na turfeira de Shigir, na encosta oriental dos Urais do Meio, aproximadamente 100 quilômetros de Ecaterimburgo. As investigações nessa área começaram 40 anos antes, após a descoberta de uma variedade de objetos pré-históricos em uma mina de ouro ao ar livre.
Foi extraído em dez partes. O professor D. I. Lobanov combinou os principais fragmentos para reconstituir uma escultura com 2,8 metros de altura.
Em 1914, o arqueólogo Vladimir Tolmachev propôs uma variante dessa reconstrução integrando os fragmentos não utilizados. Sua reconstrução sugeriu que a altura original da estátua era de 5,3 metros.
Mais tarde, alguns desses fragmentos foram perdidos, restando apenas os desenhos de Tolmachev.

## Datação
A datação inicial por radiocarbono realizada por GI Zajtseva do Institute of the History for the Material Culture em São Petersburgo, confirmado pelo Instituto Geológico da Academia Russa de Ciências, em Moscou, deu uma idade de cerca de 9.500 anos. Na década de 1990, quando essa primeira datação por radiocarbono foi realizada, os estudiosos sugeriram que a datação estava incorreta, porque acreditavam que os caçadores-coletores que habitavam a área há 9.500 anos atrás seriam incapazes de criar e decorar um objeto tão grande.
Uma análise posterior alemã deu uma idade de 11.500 anos. É a escultura de madeira mais antiga do gênero, conhecida no mundo. Normalmente, a madeira se degrada na maioria dos ambientes e não suporta descobertas arqueológicas tão prontamente quanto outros materiais, como pedra e metal. Um chifre decorado foi encontrado próximo ao ídolo de Shigir e datado do mesmo período, dando credibilidade à idade estimada de 11.500 anos.

## Descrição

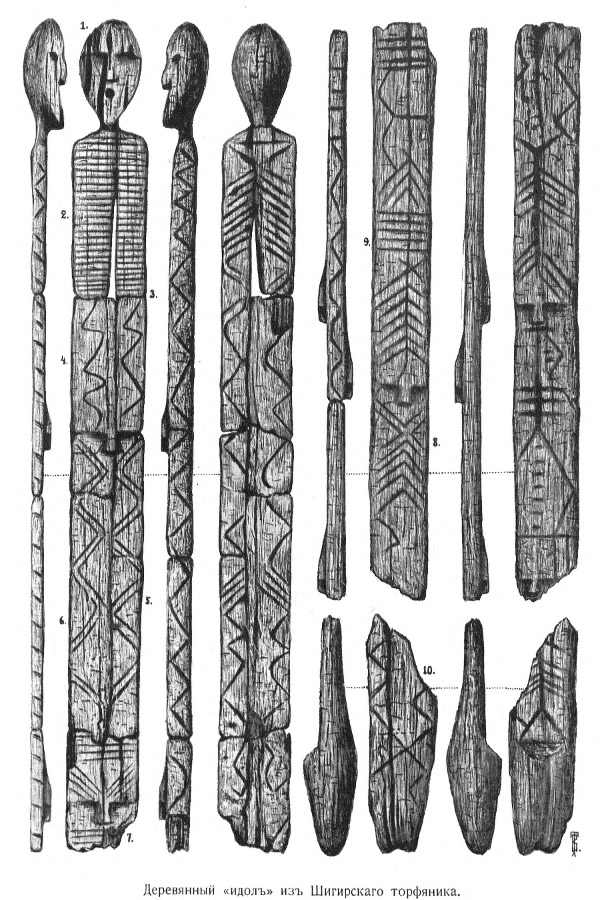
Algumas das faces inferiores da escultura são visíveis nesta imagem

A escultura é esculpida em larício. Conforme identificado nos anéis anuais, a árvore tinha pelo menos 159 anos de idade. Ferramentas de pedra foram usadas para esculpir as marcações. A porção superior é uma cabeça com um rosto com olhos, nariz e boca. O corpo é plano e retangular. Motivos geométricos decoram sua superfície, incluindo linhas em zigue-zague e representações de rostos e mãos humanas. Linhas horizontais no nível do tórax podem representar costelas, e linhas quebradas nas divisas cobrem o resto do que geralmente é descrito como corpo; no entanto, juntamente com a face no topo, várias faces são visíveis em vários pontos ao longo da escultura. O arranjo se assemelha a um totem.
Os estudiosos propuseram várias teorias sobre o significado das esculturas. Svetlana Savchenko, pesquisadora do Museu Regional de Sverdlovsk, sugeriu que a decoração conte ao mito da criação aqueles que a esculpiram acreditavam. Outros pesquisadores do museu sugeriram que as marcações poderiam ter servido como auxílio à navegação ou mapa. O professor Mikhail Zhilin, arqueólogo do Instituto de Arqueologia de Moscou, imaginou que a estátua pudesse representar criaturas mitológicas, como espíritos da floresta. O arqueólogo Peter Vang Peterson, do Museu Nacional da Dinamarca, especulou que o ídolo poderia servir como um aviso para não entrar em uma área perigosa.
Os estudiosos observaram que a decoração do Ídolo de Shigir era semelhante à das mais antigas ruínas monumentais de pedra conhecidas, em Gobekli Tepe, na Turquia.
A ornamentação da escultura foi esculpida usando três tamanhos diferentes de cinzéis. Além disso, após o exame da escultura em 2014, o professor Zhilin descobriu outra face na escultura e afirmou que as faces foram esculpidas por último, usando ferramentas feitas dos ossos da mandíbula inferior de um castor, com dentes incisivos afiados. Uma ferramenta de mandíbula de castor do mesmo período foi encontrada no site Beregovaya 2.
A descoberta ofendeu os pontos de vista dos estudiosos sobre quando os humanos começaram a fazer arte ritual, em oposição ao tipo de arte realista vista nas cavernas de Lascaux. Os cientistas acreditavam anteriormente que arte complexa comparável ao Ídolo de Shigir começou em populações agrícolas sedentárias no Oriente Médio há cerca de 8.000 anos.

## Preservação
O professor Zhilin afirmou que a escultura foi feita a partir de larício fitidídico, depois preservada em turfa, um pântano, que tinha um ambiente anaeróbico ácido, que mata microorganismos e também tem um efeito bronzeador. Os cientistas suspeitam que existam muitas mais estátuas como o Ídolo de Shigir, mas não se beneficiam das mesmas condições incomuns e, portanto, não foram preservadas.